# Puente de Deustamben
El puente de Deustamben (denominado también como puente del Priorato) fue un puente en el reino de León, cuya construcción se inició durante el reinado de Fernando II (siglo XII) entre los municipios actuales de Arcos de la Polvorosa y Villaveza del Agua (actual provincia de Zamora). El puente se encontraba en un campo denominado priorato de Nuestra Señora del Puente, razón por la que se denominaba igualmente «puente del Priorato» sobre el antiguo Camino de la Plata. El constructor fue el famoso pontonero Pedro Deustamben, maestro de obras de Basílica de San Isidoro de León. El puente quizás obtuviera su denominación de la expresión latina Ponti de Deus tam bene.

## Historia
El historiador Claudio Sánchez-Albornoz menciona la existencia de este puente en relación con el desarrollo de la batalla de Polvoraria, que aconteció en el año 878 entre las tropas del rey Alfonso III de Asturias y un destacamento de soldados musulmanes enviado por el emir Muhammad de Córdoba. Posteriormente, en un privilegio real del año 1166, ya se describe una población estable situada junto al puente, que recibe el nombre de Ponti de Deus tam bene. La documentación del siglo XII hace referencia al puente y a un conjunto de propiedades y zonas de labranza, así como a un hospital y una iglesia. En este tiempo todas estas propiedades pasan al monasterio cisterciense del San Salvador.
Debido a su desaparición, a consecuencia quizás de una riada medieval, muchos historiadores han intentado ubicar su posición original analizando restos de construcciones en la cuenca del río. Se ha concordado que el puente sirvió como lugar de paso aguas más abajo de la confluencia del río Órbigo con el Esla, de acuerdo con los itinerarios romanos que pasaban por sus cercanías. La decadencia y desaparición del puente en el siglo XIII podría coincidir con el auge en el uso del de Castrogonzalo.